# Sean Rosenthal
Sean Rosenthal (Torrance, 19 giugno 1980) è un giocatore di beach volley statunitense.

## Biografia
Ha debuttato nel circuito professionistico internazionale il 18 settembre 2003 a Carson, negli Stati Uniti d'America, in coppia con Larry Witt piazzandosi in 25ª posizione. Il 28 ottobre 2006 ha ottenuto la sua prima vittoria nel World tour ad Acapulco, in Messico, insieme a Jake Gibb. Nel massimo circuito FIVB ha trionfato per 6 volte con due partner differenti e nel 2012 ha concluso la classifica finale in prima posizione.
Ha preso parte a due edizioni dei Giochi olimpici: a Pechino 2008 ed a Londra 2012, classificandosi al quinto posto in entrambe le occasioni e sempre in coppia con Jake Gibb.
Ha preso parte altresì a quattro edizioni dei campionati mondiali, ottenendo come miglior risultato il quinto posto a Gstaad 2007 con Jake Gibb.

## Palmarès

### World tour
- Vincitore per 1 volta della classifica generale: nel 2012.
- 14 podi: 6 primi posti, 5 secondi posti e 3 terzi posti

#### World tour - vittorie
| Data            | Località | Nazione   | in coppia con   |
| --------------- | -------- | --------- | --------------- |
| 28 ottobre 2006 | Acapulco | Messico   | Jake Gibb       |
| 11 maggio 2008  | Praga    | Rep. Ceca | Jake Gibb       |
| 17 giugno 2012  | Roma     | Italia    | Jake Gibb       |
| 8 luglio 2012   | Gstaad   | Svizzera  | Jake Gibb       |
| 27 aprile 2013  | Fuzhou   | Cina      | Phil Dalhausser |
| 23 giugno 2013  | Roma     | Italia    | Phil Dalhausser |

#### World tour - trofei individuali
- 1 volta miglior giocatore (MOP): nel 2012
- 1 volta miglior esordiente: nel 2006